# HD143807
HD143807 (ι Північної Корони) — хімічно пекулярна зоря спектрального класу
A0 й має видиму зоряну величину в смузі V приблизно 5,0.
Вона знаходиться у сузір'ї Північної Корони й розташована на відстані близько 351,1 світлових років від Сонця.
Це спектрально подвійна зоря, головним компонентом якої є HgMn зоря. Період обертання системи навколо спільного центру мас становить 35,474 доби.

## Фізичні характеристики
Зоря HD143807 обертається порівняно повільно навколо своєї осі. Проєкція її екваторіальної швидкості на промінь зору становить Vsin(i)= 18км/сек.

## Пекулярний хімічний склад
HD143807 належить до ртутно-манганових зір й її зоряна атмосфера має підвищений вміст Hg та Mn.

## Магнітне поле
Спектр даної зорі вказує на наявність магнітного поля у її зоряній атмосфері.
Напруженість повздовжної компоненти поля оціненої з аналізу
наявних ліній металів становить 137,2± 193,0 Гаус.